# Gouvernement Sunthorawet
Thaïlande
Surayut Chulanon Somchai Wongsawat
Le gouvernement Samak Sunthorawet (en thaï : คณะรัฐมนตรีสมัคร สุนทรเวช ; RTGS : Khana Ratmontri Samakra Sunthonwet) est le 57e gouvernement du royaume de Thaïlande (thaï : คณะรัฐมนตรีคณะที่ 57 แห่งราชอาณาจักรไทย ; RTGS : Khana Ratmontri Khana Thi 57 Haeng Ratanachakra Thai). 
Il est dirigé par le Premier ministre Samak Sunthorawet à l'issue des élections de décembre 2007, du 6 février au 18 septembre 2008. Il succède à Surayut Chulanon, premier ministre désigné par Sonthi Boonyaratglin à la suite du coup d'État du 19 septembre 2006.

## Composition

### Initiale (6 février 2008)
Le 29 janvier 2008, Samak Sunthorawet est investi Premier ministre par le roi Rama IX. Le 6 février 2008, son gouvernement l'est également par décret royal.

#### Premier ministre
- Premier ministre : Samak Sunthorawet

##### Ministres auprès du Cabinet du Premier ministre
- Chusak Sirinin
- Jakraphob Phenkhae

#### Vice-Premiers ministres

##### Avec portefeuille supplémentaire
- Vice-Premier ministre, ministre de l'Éducation : Somchai Wongsawat
- Vice-Premier ministre, ministre du Commerce : Mingkwan Saengsuwan
- Vice-Premier ministre, ministre des Finances : Surapong Suebwonglee
- Vice-Premier ministre, ministre de l'Industrie : Suwit Khunkitti

##### Sans portefeuille
- Sahat Bunditkul
- Sanan Kajornprasart

#### Ministres
- Ministre de la Défense : Samak Sunthorawet
- Ministre des Affaires étrangères : Noppadon Patthama
- Ministre du Tourisme et des Sports : Weerasak Kowsurat
- Ministre du Développement social et de la Sécurité humaine : Sutha Chansang
- Ministre de l'Agriculture et des Coopératives : Somsak Prissanananthakul
- Ministre des Transports : Santi Prompat
- Ministre des Ressources naturelles et de l'Environnement : Anongwan Thepsuthin
- Ministre de la Technologie, de l'Information et de la Communication : Mun Phatthanothai
- Ministre de l'Énergie : Poonpirom Liptapanlop
- Ministre de l'Intérieur : Chalerm Yoobumrung
- Ministre de la Justice : Sompong Amornwiwat
- Ministre du Travail : Uraiwan Thienthong
- Ministre de la Culture : Anusorn Wongwan
- Ministre des Sciences et des Technologies : Wutthipong Chaisang
- Ministre de la Santé publique : Chaiya Sasomsap

##### Vice-ministres
| Ministère                   | Titulaire                |
| --------------------------- | ------------------------ |
| Finances                    | Pradit Phataraprasit     |
| Finances                    | Ranongrak Suwanchawee    |
| Agriculture et Coopératives | Sompat Kaewpichit        |
| Agriculture et Coopératives | Thirachai Saenkaew       |
| Transports                  | Songsak Thongsri         |
| Transports                  | Anurak Jurimat           |
| Commerce                    | Wirun Techapaiboon       |
| Commerce                    | Banyin Tangpakorn        |
| Intérieur                   | Suphon Fongngarm         |
| Intérieur                   | Sitthichai Kowsurat      |
| Éducation                   | Boonlue Prasertsopha     |
| Éducation                   | Pongsakorn Orannapaphorn |
| Santé publique              | Chawarat Charnvirakul    |

## Évolution de la composition du gouvernement

### Ajustement du 23 mai 2008
Démission :
- Sutha Chansang, ministre du Développement social et de la Sécurité humaine (le 8 mai 2008).

Changement d'affectation :
- Chawarat Charnvirakul, vice-ministre de la Santé publique, est nommé ministre du Développement social et de la Sécurité humaine (en remplacement de Sutha Chansang).

Entrée au gouvernement :
- Wicharn Minchainun est nommé vice-ministre de la Santé publique (en remplacement de Chawarat Charnvirakul).

### Ajustement du 26 juillet 2008
Démission :
- Noppadon Patthama, ministre des Affaires étrangères (le 10 juillet 2008).

Entrée au gouvernement :
- Tetch Boonnak est nommé ministre des Affaires étrangères (en remplacement de Noppadon Patthama).

### Remaniement du 2 août 2008
Démission :
- Jakraphob Phenkhae, ministre auprès du Cabinet du Premier ministre (30 mai 2008) ;

- Suwit Khunkitti, vice-Premier ministre et ministre de l'Industrie ;
- Ranongrak Suwanchawee, vice-ministre des Finances ;
- Wirun Techapaiboon, vice-ministre du Commerce ;
- Chalerm Yoobumrung, ministre de l'Intérieur ;
- Sitthichai Kowsurat, vice-ministre de l'Intérieur.

Ajout d'affectation :
- Mun Phatthanothai, ministre de la Technologie, de l'Information et de la Communication, se voit rajouter le portefeuille de vice-Premier ministre.

Changement d'affectation :
- Anusorn Wongwan, ministre de la Culture, devient ministre du Développement social et de la Sécurité humaine (en remplacement de Chawarat Charnvirakul) ;
- Chaiya Sasomsap, ministre de la Santé publique, devient ministre du Commerce (en remplacement de Mingkwan Saengsuwan) ;
- Chawarat Charnvirakul, ministre du Développement social et de la Sécurité humaine, devient ministre de la Santé publique (en remplacement de Chaiya Sasomsap) ;

- Mingkwan Saengsuwan, vice-Premier ministre et ministre du Commerce, devient ministre de l'Industrie (en remplacement de Suwit Khunkitti).

Entrée au gouvernement :
- Kowit Watthana est nommé vice-Premier ministre et ministre de l'Intérieur (en remplacement de Mingkwan Saengsuwan, vice-Premier ministre, et Chalerm Yoobumrung, ministre de l'Intérieur) ;
- Suchart Thadathamrongwet et Pichai Naripthaphan sont nommés vice-ministres des Finances ;
- Pichet Tancharoen est nommé vice-ministre du Commerce ;
- Prasong Khosithanun est nommé vice-ministre de l'Intérieur (en remplacement de Wirun Techapaiboon) ;
- Somsak Kiatsuranon est nommé ministre de la Culture (en remplacement d'Anusorn Wongwan).

### Ajustement du 7 septembre 2008
Démission :
- Tetch Boonnak, ministre des Affaires étrangères (4 septembre 2008).

Entrée au gouvernement :
- Saroj Chawanavirat est nommé ministre des Affaires étrangères (en remplacement de Tetch Boonnak).

## Fin du gouvernement
Le 9 septembre 2008, la Cour constitutionnelle annonce la destitution de Samak Sunthorawet pour avoir cumulé une autre fonction, celle d'animateur de télévision, alors qu'il occupait déjà la fonction de Premier ministre. 
À la Chambre des représentants, la coalition menée par le Palang Prachachon avait l'intention de le réélire à la tête du gouvernement. Le 17 septembre 2008, les représentants éliront finalement Somchai Wongsawat, beau-frère de Thaksin Shinawatra, comme Premier ministre, avec 298 voix pour contre 163 pour Aphisit Wetchachiwa, chef de l'opposition démocrate à la Chambre.
Le 18 septembre 2008, il est officiellement proclamé et investi comme 26e premier ministre par le roi. Son gouvernement succède celui de Sunthorawet le 24 septembre.